# Wilfried Peffgen
Wilfried Peffgen (Keulen, 1 oktober 1942 — aldaar, 9 mei 2021) was een Duitse wielrenner.
Hoewel hij aan het begin van zijn carrière ook op de weg actief was boekte hij zijn grootste successen als baanwielrenner. Hij debuteerde als wegrenner bij de profs in 1966, nadat hij een jaar eerder de nationale titel bij de amateurs had veroverd. Zijn grootste succes op de weg is een ritzege in de Ronde van Spanje van 1968. In 1972 werd hij Duits kampioen bij de profs en daar richtte hij zich vooral op baanwedstrijden. 
Peffgen reed tijdens zijn loopbaan 188 wielerzesdaagsen en wist er hiervan 16 winnend af te sluiten. De meeste van deze overwinningen reed hij als koppelgenoot van Albert Fritz. Hij was in 1976, 1978 en 1980 wereldkampioen stayeren. Hij beëindigde zijn carrière als profwielrenner in 1983. Hij was tot 2009 medeorganisator van de Zesdaagse van Dortmund en runde een rijwielzaak.
Peffgen overleed op 78-jarige leeftijd.

## Resultaten in voornaamste wedstrijden
| Jaar | Ronde van Italië | Ronde van Frankrijk | Ronde van Spanje |
| ---- | ---------------- | ------------------- | ---------------- |
| 1966 |                  |                     |                  |
| 1967 |                  | opgave              |                  |
| 1968 | 56e              |                     | 22e (1)          |
| 1969 |                  | 52e                 |                  |
| 1970 | opgave           |                     |                  |
| 1972 |                  | 63e                 |                  |
| 1973 |                  | opgave              |                  |

| Jaar | Milaan-San Remo | Gent-Wevelgem | Ronde van Vlaanderen | Parijs-Roubaix | Rund um den Henninger-Turm |  | WK op de weg |
| ---- | --------------- | ------------- | -------------------- | -------------- | -------------------------- |  | ------------ |
| 1966 |                 |               |                      |                | 7e                         |  |              |
| 1967 |                 |               |                      |                |                            |  |              |
| 1968 |                 | 35e           | 58e                  | 14e            |                            |  |              |
| 1969 |                 |               |                      |                |                            |  | 58e          |
| 1970 | 31e             |               |                      |                |                            |  |              |
| 1972 | 23e             | 84e           | 43e                  | 16e            | 14e                        |  | 16e          |
| 1973 |                 |               |                      |                |                            |  |              |